# 泊郵便局 (富山県)
泊郵便局（とまりゆうびんきょく）は、富山県下新川郡朝日町にある郵便局。

## 概要
- 住所：〒939-0731 富山県下新川郡朝日町東草野1599-1
- 敷地面積：約2,431m2[1]
- 延床面積：約844m2[1]
- 鉄筋コンクリート造2階建て[1]

## 沿革

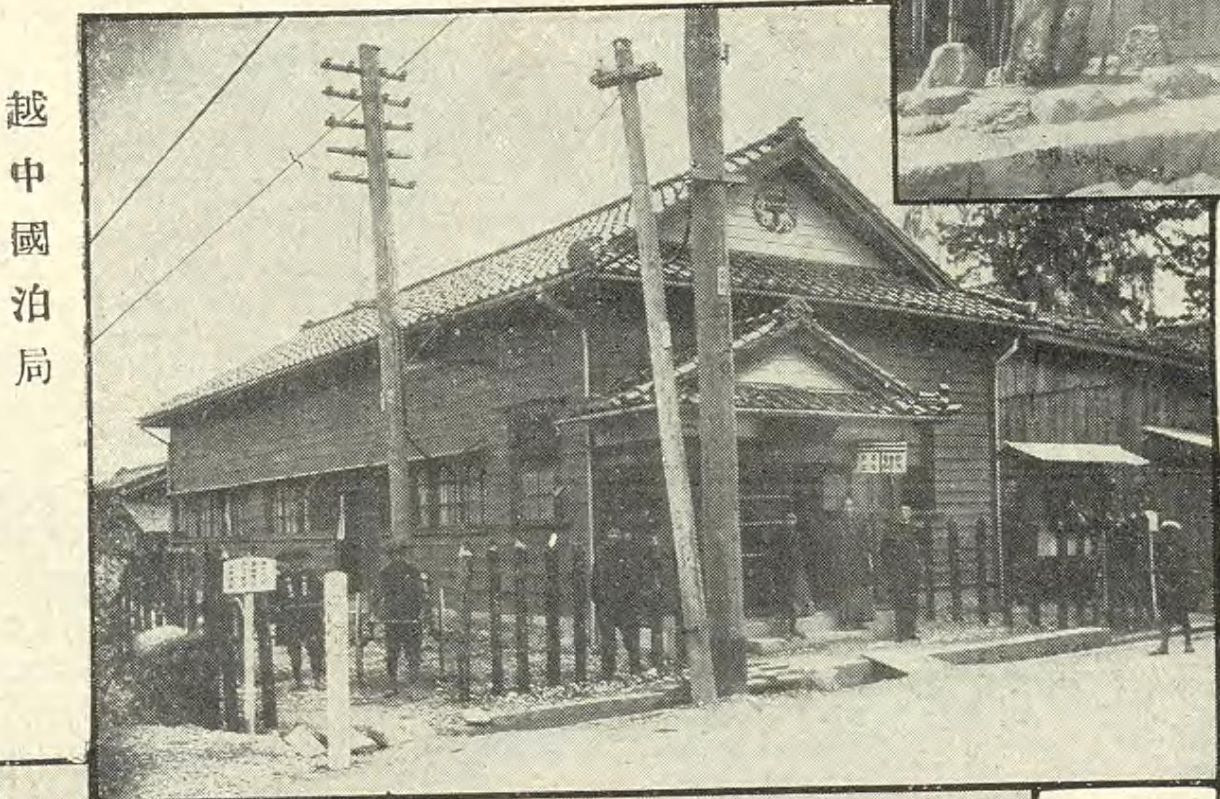
1912年（大正元年）頃の局舎

- 1872年4月8日（明治5年3月1日） - 泊郵便取扱所として泊町303番地に設置[2][3]。越中国において初めて開設された郵便取扱所であった[2]。
- 1875年（明治8年）1月1日 - 泊郵便局（五等）となる[4]。
- 1878年（明治11年）6月11日 - 四等郵便局となり、為替の取扱を開始する[5][4]。
- 1879年（明治12年）4月1日 - 貯金の取扱を開始する[5]。
- 1880年（明治13年）4月1日 - 泊町郵便局と改称する[4]。
- 1886年（明治19年）4月26日 - 三等郵便局となる[4]。
- 1889年（明治22年）12月1日 - 泊町郵便電信局（三等）と改称し、電信（ただし欧文電報及びアラビア数字を記入した和文電報を除く）の取扱を開始する[6]。
- 1891年（明治24年）4月16日 - 電信為替の取扱を開始する[7]。
- 1892年（明治25年）
  - 3月 - 泊町370番地に移転[3]。
  - 10月16日 - 欧文電報及びアラビア数字を記入した和文電報の取扱を開始する[8]。
- 1893年（明治26年）7月1日 - 小包郵便の取扱を開始する[9]。
- 1897年（明治30年） - 局舎を新築[10]。
- 1903年（明治36年）
  - 4月1日 - 通信官署官制の施行に伴い泊町郵便局（三等）となる[4]。
  - 4月 -  泊町416番地に移転[3]。
- 1910年（明治43年）10月16日 - 泊郵便局と改称する[11]。
- 1911年（明治44年）
  - 8月26日 - 特設電話加入の申込受理を開始する[12]。
  - 9月 - 工費2千円により新局舎が新築竣工する[13]。
  - 11月1日 - 電話通話事務を開始する[14]。
  - 12月11日 - 電話交換業務及び電話加入者の託送電報の取扱を開始する[15]。
- 1927年（昭和2年） - 個人宅に移転[3]。
- 1938年（昭和13年） - 三叉路の角に新局舎完成[3][10]。
- 1949年（昭和24年）10月1日 - 泊電報取扱所を廃止し、その業務を承継する[16]。
- 1952年（昭和27年）
  - 2月1日 - 泊電報電話局を設置し、泊郵便局における電気通信業務を同局へ移管する[17]。
  - 3月1日 - 泊電報電話局の局舎が完成する[18]。
- 1954年（昭和29年）
  - 7月22日 - 旧計量法（昭和26年法律第207号）により計量器使用事業場に指定する[19]。
  - 8月16日 - 泊電報電話局を朝日電報電話局と改称する[20][21]。
- 1956年（昭和31年）10月1日 - 電話通話事務及び和文電報受付事務を開始する[22]。
- 1958年（昭和33年）10月10日 - 電信為替業務の一部を朝日電報電話局に委託する[23]。
- 1968年（昭和43年）8月5日 - 平柳に局舎を新築[1][24]。
- 1985年（昭和60年）8月1日 - 蛭谷郵便局を廃止し、その業務を承継する[25]。
- 1992年（平成4年）3月7日 - 現在地（東草野）に新局舎が竣工。敷地面積は平柳の局舎の3.4倍、延床面積は2.5倍広くなった。営業は3月16日より開始[1][26]。
- 2007年（平成19年）3月19日 - 集配業務を入善郵便局へ移管[27]。

## 取扱内容
- 郵便、印紙、ゆうパック、内容証明
- 貯金、為替、振替、振込、国際送金、外貨両替、国債、投資信託
- 生命保険、バイク自賠責保険、自動車保険、がん保険、引受条件緩和型医療保険
- ゆうちょ銀行ATM